# Haggard: The Movie
Haggard – niezależny, niskobudżetowy, amerykański film z 2003 roku, oparty na prawdziwej historii zdradzania Ryana Dunna przez jego dziewczynę. Film został sfinansowany, wyreżyserowany i wyprodukowany przez Bama Margerę.

## O filmie
Jest to film o losie Ryana (Ryan Dunn), który po stracie ukochanej dziewczyny Glauren (granej przez Jenn Rivell) popada w ciężką depresję i obsesję na jej punkcie. Po odkryciu, że Glauren spotyka się z metalowcem zwanym Hellboyem (Rake Yohn), Dunn płaci swoim najlepszym przyjaciołom Valo (Bam Margera) i Falcone’owi (Brandon DiCamillo), aby włamali się do jej domu i dowiedzieli się, czy jej nowy związek jest poważny. Po uprzykrzeniu życia Hellboyowi przez Valo i Falcone’a Ryan znajduje nową dziewczynę i wreszcie dochodzi do siebie po stracie Glauren.
Muzykę do filmu wykonują HIM, New Order oraz Turbonegro.

## Obsada
- Ryan Dunn – Ryan
- Bam Margera – Valo
- Jenn Rivell – Glauren
- Brandon DiCamillo – Falcone, żołnierz, spiker, taksówkarz, wokalista grupy Gnarkill
- Tony Hawk – Policjant
- Rake Yohn – Hellboy
- Vincent Margera – Don Vito, Juliusz Cezar
- Chris Raab – Raab
- CKY (z Brandonem DiCamillo) – Gnarkill
- Brandon Novak – Dooli
- Jess Margera – Włóczęga, Uzależniony od Tetrisa, członek zespołu Gnarkill
- Deron Miller – członek zespołu Gnarkill
- Chad Ginsburg – członek zespołu Gnarkill
- David DeCurtis – Naked Dave
- Bucky Lasek – skater w scenie pościgu #1
- Phil Margera – Gruby facet z arbuzem, pracownik restauracji
- Jason Ellis – Sprzedawca w sklepie z płytami
- Missy Margera – Beth

## Twórcy
- Bam Margera – reżyseria, scenariusz, montaż, produkcja
- Joseph Frantz – produkcja, zdjęcia
- Chris „Hoofbite” Aspite – scenariusz
- Brandon DiCamillo – scenariusz, scenografia